# Baie-D'Urfé
Baie-D'Urfé est une ville québécoise de l'agglomération de Montréal, dans la région administrative du même nom, au Canada.

## Toponymie
Baie-D'Urfé a été nommée en hommage à François-Saturnin Lascaris d'Urfé. Il était le premier pasteur de la paroisse de Saint-Louis-du-Bout-de-l'Île, une petite communauté de colons, militaires, commerçants et Indiens. Il avait été envoyé par la Compagnie des prêtres de Saint-Sulpice, alors seigneurs de Montréal, en tant que missionnaire.

## Histoire
Le village est fondé en 1685.
En 2002, la ville ainsi que plusieurs autres municipalités autonomes de l'île de Montréal sont fusionnées à la grande ville. Baie-D'Urfé est alors réunie avec sa voisine Beaconsfield au sein de l'arrondissement de Beaconsfield-Baie-D'Urfé. Cette fusion ordonnée par un projet de loi du Parti québécois alors au pouvoir est contestée et remise en cause par un référendum en mai 2004 qui permet à la ville de se reconstituer le 1er janvier 2006.

## Géographie
La ville est essentiellement une banlieue pavillonnaire qui s'étend de l'autoroute 40 au nord jusqu'à la rive du lac Saint-Louis au sud. La municipalité a gardé un aspect rural accentué par l'absence de trottoirs et une activité commerciale réduite.

## Démographie
| 1966  | 1971  | 1976  | 1981  | 1986  | 1991  |
| ----- | ----- | ----- | ----- | ----- | ----- |
| 4 061 | 3 885 | 3 955 | 3 674 | 3 571 | 3 849 |

| 1996  | 2001  | 2006  | 2011  | 2016  | 2021  |
| ----- | ----- | ----- | ----- | ----- | ----- |
| 3 774 | 3 813 | 3 902 | 3 850 | 3 823 | 3 764 |

### Langues
La ville est aujourd'hui bilingue, avec des francophones et des anglophones y vivant puisqu'elle se trouve dans l'Ouest-de-l'Île.
Baie-D'Urfé est la ville du Québec abritant la plus grande proportion de germanophones, 11 % de la population peut parler l'allemand. Le siège de l'École internationale allemande Alexander von Humboldt, une école privée de langue allemande, y est d'ailleurs situé.

## Politique et administration
Les élections municipales se font en bloc pour le maire et les six conseillers.
| Baie-D'Urfé Maires depuis 2005                                                                                       |               |                         |          |
| Élection | Maire         | Qualité                 | Résultat |
| 2005 | Maria Tutino  |                         | Voir     |
| 2009 | Maria Tutino  | Voir                    |          |
| 2013 | Maria Tutino  | Voir                    |          |
| 2017 | Maria Tutino  | Voir                    |          |
| nov. 2019 | Heidi Ektvedt | Conseillère (2019-2020) | Voir     |
| 2021 | Heidi Ektvedt | Conseillère (2019-2020) | Voir     |
| Élection partielle en italique Depuis 2005, les élections sont simultanées dans toutes les municipalités québécoises |               |                         |          |

## Éducation
Écoles publiques:
- Commission scolaire Marguerite-Bourgeoys École primaire Joseph-Henrico[7]
- Commission scolaire Lester-B.-Pearson École primaire Dorset (Dorset Elementary School)[8]
  - L'école primaire Christmas Park et l'école primaire St. Edmund à Beaconsfield servent a autres parties de la ville[9].

Écoles privées:
- École internationale allemande Alexander von Humboldt

## Culture et patrimoine

### Sites et monuments
|  |